# Димитров (залив)
Вижте пояснителната страница за други значения на Димитров.
Димитров (на английски: Dimitrov Cove) е залив на полуостров Велинград в Антарктика.
Получава това име в чест на българския историк Божидар Димитров през 2010 г., за неговата подкрепа за националната антарктическа програма.

## Описание
Заливът се намира в протока Харисън с ширина 6,8 km, врязващ се 4,8 km в северозападния бряг на полуостров Велинград, Бряг Греъм, западната страна на Антарктическия полуостров между нос Припек и нос Бисер. В залива се вливат ледниците Хук и Русалка, а при входа му е разположен остров Камакуа.

## Картографиране
Британска топографска карта от 1971 г.

## Карти
- British Antarctic Territory. Scale 1:200000 topographic map. DOS 610 Series, Sheet W 65 64. Directorate of Overseas Surveys, Tolworth, UK, 1971
- Antarctic Digital Database (ADD). Scale 1:250000 topographic map of Antarctica. Scientific Committee on Antarctic Research (SCAR), 1993 – 2012
- Trinity Peninsula Архив на оригинала от 2011-07-18 в Wayback Machine.. Scale 1:250000 topographic map. Institut für Angewandte Geodäsie and British Antarctic Survey, 1996